# Campeonato Nor.Ca. de Handebol Feminino
O Campeonato Nor.Ca. de Handebol Feminino é uma competição oficial de seleções de handebol da América do Norte e do Caribe e América do Sul. Foi criado em 2015, e teve como campeã a seleção de Cuba.

## Resultados
| 2015 Detalhes | Salinas          | Cuba       | 34 - 25 | México         | Estados Unidos       | 27 - 23 | Groelândia           |
| 2017 Detalhes | Rio Grande       | Porto Rico | 28 - 27 | Estados Unidos | República Dominicana | 32 - 27 | Groelândia           |
| 2019 Detalhes | Cidade do México | Cuba       | 27 - 24 | Porto Rico     | Groelândia           | 22 - 20 | República Dominicana |

## Quadro de Medalhas
| Ordem | País                 | Medalha de ouro | Medalha de prata | Medalha de bronze | Total |
| ----- | -------------------- | --------------- | ---------------- | ----------------- | ----- |
| 1     | Cuba                 | 2               | 0                | 0                 | 2     |
| 2     | Porto Rico           | 1               | 1                | 0                 | 2     |
| 3     | Estados Unidos       | 0               | 1                | 1                 | 2     |
| 4     | México               | 0               | 1                | 0                 | 1     |
| 5     | República Dominicana | 0               | 0                | 1                 | 1     |
| 5     | Groelândia           | 0               | 0                | 1                 | 1     |

## Aparições
| País                 | 2015 | 2017 | 2019 | Anos |
| -------------------- | ---- | ---- | ---- | ---- |
| Canadá               | –    | –    | 7º   | 1    |
| Cuba                 | 1º   | –    | 1º   | 2    |
| Estados Unidos       | 3º   | 2º   | 5º   | 3    |
| Gronelândia          | 4º   | 4º   | 3º   | 3    |
| Martinica            | 6º   | –    | –    | 1    |
| México               | 2º   | –    | 6º   | 3    |
| Porto Rico           | 5º   | 1º   | 2º   | 3    |
| República Dominicana | –    | 3º   | 4º   | 2    |
| Total                | 6    | 4    | 7    |      |